# 2019년 일본의 텔레비전 드라마 목록
다음은 2019년에 일본의 텔레비전에서 방송 예정인 드라마 프로그램을 나열한 목록이다.

## 1분기
- 《1페이지의 사랑》(Abema TV)
- 《3학년 A반 -지금부터 여러분은, 인질입니다-》(닛폰 TV)
- 《BACK STREET GIRLS -고쿠돌스-》(마이니치 방송)
- 《BRIDGE 시작은 1995.1.17 고베》(칸사이 TV)
- 《Friend-Ship Project 제16탄 축! 카스가, 결혼합니다! ~너! 오드리 해산라고 진지하게 말했다 건가?~》(TV 도쿄)
- 《GHOSTTOWN》(후지 TV)
- 《J 히어로즈》(도쿄 MX)
- 《JOKER×FACE》(후지 TV)
- 《MAGI -덴쇼 소년사절단-》(Amazon 프라임 비디오)
- 《간자라시에 사랑하고》(NHK)
- 《경시청·수사1과장 스페셜》(TV 아사히)
- 《고령과 꽃》(FOD)
- 《광고 회사, 남자 기숙사의 반찬군》(TV 가나가와)
- 《그것을 사랑과 착각하니까》(WOWOW)
- 《기슈 번주·도쿠가와 요시무네》(BS 아사히)
- 《기억 수사 ~신주쿠 히가시 서 사건 파일~》(TV 도쿄)
- 《남편의 자지가 들어 가지 않는다》(넷플릭스)
- 《내가 웃으면》(칸사이 TV)
- 《고고한 메스》(WOWOW)
- 《굿 와이프》(TBS)
- 《과수연의 여자 정월 스페셜》(TV 아사히)
- 《나의 아저씨 ~WATAOJI~》(TV 아사히)
- 《낚시 바보 일지 신입사원 하마사키 덴스케 세토 내해에서 풍어! 결혼식 대소동편》(TV 도쿄)
- 《남극의 쉐프》(BS TV 도쿄)
- 《벌레장의 자물쇠》(WOWOW)
- 《내가 웃으면》(칸사이 TV)
- 《내 첫사랑을 너에게 바친다》(TV 아사히)
- 《느린 무사하게 해줍니다》(NHK BS 프리미엄)
- 《다잉 아이》(WOWOW)
- 《떠돌이 온천 엔도 켄이치》(TV 도쿄)
- 《도난당한 얼굴 ~눈에 띄지 수사반~》(WOWOW)
- 《두 개의 조국》(TV 도쿄)
- 《디자이너 시부이 나오토의 휴일》(TV 도쿄)
- 《레 미제라블 끝없는 여로》(후지 TV)
- 《반상의 알파~약속의 장기~》(NHK BS 프리미엄)
- 《버려진 고양이에 주운 남자》(NHK BS 프리미엄)
- 《베트남의 빛~내가 무상의료를 시작한 이유~》(NHK)
- 《병아리 2》(NHK)
- 《변두리 로켓》(TBS)
- 《먼로가 죽은 날》(NHK BS 프리미엄)
- 《모래 그릇》(후지 TV)
- 《무사시 인법전 닌자 렛푸 6th 시즌》(TOKYO MX)
- 《무장이 정장에 갈아 입으면~세키가하라 전투는 샐러리맨의 파벌 싸움이었다!?~》(주쿄 TV)
- 《미카즈키》(NHK)
- 《미키 클리닉에서 건배를》(BS TV 도쿄)
- 《명탐정·아케치 코고로》(TV 아사히)
- 《메종 드 폴리스》(TBS)
- 《사기의 아들》(NHK)
- 《새로운 왕》(TBS, Paravi)
- 《세마리의 아저씨 리턴즈 스페셜》(TV 도쿄)
- 《속세의 화가》(NHK)
- 《소점 드라마 스페셜 제5대 산유테이 엔라쿠》(BS닛폰)
- 《스캔들 전문 변호사 QUEEN》(후지 TV)
- 《슬로우인 무사하게 해줍니다N》(NHK BS 프리미엄)
- 《시바 공원》(TV 가나가와)
- 《약속의 스테이지 ~시간을 달리는 두사람의 노래~》(요미우리 TV)
- 《어둠의 기어》(시대극 전문 채널)
- 《어머니, 돌아오다~AI의 유언~》(NHK)
- 《어젯밤은 재미 였어요》(마이니치 방송)
- 《언젠가 잠 날》(FOD)
- 《엄마는 나보다 야구가 좋아》(EAT)
- 《오나가와 생명의 언덕길》(NHK BS 프리미엄)
- 《오오카 에치젠 스페셜 ~부모의 이름을 판단하는 것~》(NHK BS 프리미엄)
- 《오오쿠 최종장》(후지 TV)
- 《요츠바 은행 하라시마 히로미가 불평! ~이 여자에게 걸어라~》(TV 도쿄)
- 《오늘, 돌아갑니다.》(WOWOW)
- 《와카코와 술 Season4》(BS TV 도쿄)
- 《우리집의 비밀》(NHK BS 프리미엄)
- 《우키요의 화가》(NHK)
- 《여자의 기분을 고쳐 방법》(닛폰 TV)
- 《의혹》(TV 아사히)
- 《이다텐~도쿄 올림픽 이야기~》(NHK)
- 《이에야스, 에도를 세운다》(NHK)
- 《이노센스 원죄 변호사》(닛폰 TV)
- 《일본 낡은여관 기행》(TV 도쿄)
- 《인생이 즐거워지는 행복의 법칙》(요미우리 TV)
- 《자고거야? 오산나이 삼형제》(유튜브)
- 《잠비》(닛폰 TV)
- 《제브라》(주부닛폰 방송)
- 《주휴 4일으로 부탁드립니다》(NHK)
- 《지금 오오스 상점가》(토카이 TV)
- 《집을 파는 여자의 역습》(닛폰 TV)
- 《전영소녀 -VIDEO GIRL AI 2018- 특별편》(TV 도쿄)
- 《절규》(WOWOW)
- 《절약 록》(닛폰 TV)
- 《절대정의》(토카이 TV)
- 《조금★드라 2019》(NHK)
- 《좀비가 왔으니 인생 재검토 건》(NHK)
- 《채널은 그대로!》(홋카이도 TV 방송)
- 《처음 사랑을 한 날에 읽는 이야기》(TBS)
- 《코코아》(후지 TV)
- 《코키치의 아내》(NHK BS 프리미엄)
- 《트레이스~과수연의 남자~》(후지 TV)
- 《특촬 가가가》(NHK)
- 《파견 점쟁이 아타루》(TV 아사히)
- 《퍼펙트 크라임》(아사히 방송)
- 《프루츠 택배》(TV 도쿄)
- 《필살사업인 2019》(아사히 방송)
- 《할리우드 대작전!》(AbemaTV)
- 《헤이세이 이야기~뭐든지 않지만, 둘도없는 순간~》(후지 TV)
- 《형사 제로》(TV 아사히)
- 《후처업》(칸사이 TV)
- 《후쿠오카 미인가 간다!》(NHK)

## 2분기
- 《SICK'S 하노쇼~내각 정보 조사실 특무사항 전담계 사건부~》(Paravi)
- 《The Benza》(Amazon 프라임 비디오)
- 《가면 동창회》(후지 TV)
- 《가부키초 변호인 린카》(BS TV 도쿄)
- 《가정부 남자 미타조노 3》(TV 아사히)
- 《개용기 겟토》(TOKYO MX2)
- 《건너편 바즈 가족》(요미우리 TV)
- 《게임처럼 없다.》(닛폰 TV)
- 《경시청 수사1장 스페셜》(TV 아사히)
- 《과수연의 여자 19》(TV 아사히)
- 《기묘한 이야기 '19 비의 특별편》(후지 TV)
- 《긴급 취조실 3》(TV 아사히)
- 《내 스커트, 어디 갔어?》(닛폰 TV)
- 《노노유》(BS12)
- 《당신 차례입니다》(닛폰 TV)
- 《당신 차례입니다 문의 저편 번외편》(Hulu)
- 《대부호 도신》(NHK BS 프리미엄)
- 《대전력실종》(NHK BS 프리미엄)
- 《도립 미즈쇼!~레이와~》(마이니치 방송)
- 《도쿄23구 여자》(WOWOW)
- 《도쿄 독신 남자》(TV 아사히)
- 《디지털 타투》(NHK)
- 《라디에이션 하우스~방사선과 진단 리포트~》(후지 TV)
- 《라디에이션 하우스 특별편~여행~》(후지 TV)
- 《라면 너무 좋아 코이즈미짱 2019 봄 SP》(후지 TV)
- 《백의의 전사!》(닛폰 TV)
- 《백합과 직관》(FOD)
- 《베이비 시팅·긴!》(NHK BS 프리미엄)
- 《부녀자, 실수 게이에게 말한다.》(NHK)
- 《비밀×전사 판트미라지!》(TV 도쿄)
- 《모토마치 로큰롤 스윙들》(산 TV)
- 《미스토레스~여자들의 비밀~》(NHK)
- 《메이지 도쿄 연가》(TV 가나가와)
- 《미결 여자 경시청 문서 수사관~비색의 신호~》(TV 아사히)
- 《미나미의 제왕 ZERO》(칸사이 TV)
- 《미스토레스~여자들의 비밀~》(NHK)
- 《밀러 트윈스 Season1》(토카이 TV)
- 《밀러 트윈스 Season2》(WOWOW)
- 《사랑과 취활의 댐퍼》(NHK BS 프리미엄)
- 《사명~형사의 시한~》(TV 아사히)
- 《소설왕》(후지 TV)
- 《쉬쉬 겨울 2019 여름~여름에도 추워 죽겠입니다~》(닛폰 TV)
- 《스트로베리 나이트·사가》(후지 TV)
- 《스파이럴~작은 공장의 기적~》(TV 도쿄)
- 《신의 손》(WOWOW)
- 《신츄즈~거든! DTM 여자~》(아사히 방송)
- 《아까운 형사》(NHK BS 프리미엄)
- 《안락함의 시간~길》(TV 아사히)
- 《악당~가해자 추적 조사~》(WOWOW)
- 《야유×키타 원조·도카이도주히자쿠리게》(BS TV 도쿄)
- 《어제 뭐 먹었어?》(TV 도쿄)
- 《언덕 중간의 집》(WOWOW)
- 《예고 살인》(TV 아사히)
- 《와타누키씨 집의》(TV 도쿄)
- 《인간의 증거》(후지 TV)
- 《인류 학자·미사키 쿠미코의 살인 감정》(TV 아사히)
- 《인 핸드》(TBS)
- 《이혼한 두 사람》(TV 아사히)
- 《여름 하늘》(NHK)
- 《자고거야? 오산나이 삼형제 시즌 2》(유튜브)
- 《전영소녀 -VIDEO GIRL MAI 2019-》(TV 도쿄)
- 《저, 정시에 돌아갑니다.》(TBS)
- 《집단 좌천!!》(TBS)
- 《집사 사이온지의 명추리 2》(TV 도쿄)
- 《치유받고 싶은 남자》(TV 도쿄)
- 《카카후카카-악화 성인 쉐어 하우스-》(마이니치 방송)
- 《카케구루이 season2》(마이니치 방송)
- 《컨피던스 맨 IG》(후지 TV)
- 《컨피던스 맨 JP 운세편》(후지 TV)
- 《특수9 season2》(TV 아사히)
- 《퍼펙트 월드》(칸사이 TV)
- 《포르노그래퍼~인디고 기분~》(FOD)
- 《프린세스 미치코님 이야기 알려지지 않은 사랑과 고뇌의 궤적》(후지 TV)
- 《화가 나도 바보와는 싸우지마!》(닛폰 TV)
- 《화창한 정원》(NHK BS 프리미엄)
- 《하얀 거탑》(TV 아사히)
- 《후계자 보이즈》(AbemaTV)

## 3분기
- 《Heaven?~고락 레스토랑~》(TBS)
- 《HiGH&LOW THE WORST EPISODE.0》(닛폰 TV)
- 《Real⇔Fake》(MBS)
- 《TV연극 석세스장》(TV 도쿄)
- 《I턴》(TV 도쿄)
- 《W현경의 비극》(BS TV 도쿄)
- 《가면 라이더 제로원》(TV 아사히)
- 《각각의 절벽》(토카이 TV)
- 《간단한 일입니다. 에 응모 해 보았다》(닛폰 TV)
- 《감찰의 아사가오》(후지 TV)
- 《경배 가게 괴담Ⅱ》(BS TV 도쿄)
- 《경시청·수사1과장 신작 스페셜 Ⅱ》(TV 아사히)
- 《경시청 제로계~생활안전과 뭐든지 상담실~SEASON4》(TV 도쿄)
- 《고시엔과 할머니와 폭탄 냄비》(NHK BS 프리미엄)
- 《교토 사람의 은밀한 즐거움 Blue 수업중 기온씨가 올 여름》(NHK BS 프리미엄)
- 《그래서 내가 미루어했습니다》(NHK)
- 《그리고, 살다》(WOWOW)
- 《그 집에 사는 네 명의 여자》(TV 도쿄)
- 《꿈 식당의 요리사~1964 도쿄 올림픽 선수촌 이야기~》(NHK)
- 《나기의 휴식》(TBS)
- 《나이카이에서 사랑을 외치자》(나고야 TV)
- 《난 아직도 당신을 사랑 할지도 모른다》(FOD)
- 《내 남편을 공유하고 있었던》(요미우리 TV)
- 《노사이드 게임》(TBS)
- 《당신 차례입니다 번외편 과거의 문》(Hulu)
- 《떠돌이 서장 스페셜 카나자와~와지마·금박 살인사건》(TV 도쿄)
- 《래퍼에 물린 후 래퍼가되는 드라마》(TV 아사히)
- 《런웨이 24》(TV 아사히)
- 《루팡의 딸》(후지 TV)
- 《류큐 트라우마 나이트 레전드》
- 《리갈 하트~생명의 재건 변호사~》(TV 도쿄)
- 《반상의 해바라기》(NHK BS 프리미엄)
- 《배덕의 야식》(토카이 TV)
- 《별표 꽃》(Nom de plume)
- 《보이스 110 긴급 지령실》(닛폰 TV)
- 《불고기 프로레슬링》(TV 오사카)
- 《불륜식당 제2기》(FOD)
- 《빼앗고 사랑, 여름》(AbemaTV)
- 《막말 ☆ STARS》(TNC)
- 《망고 나무 아래에서~루손섬, 전쟁의 약속~》(NHK)
- 《매미남자》(TV 아사히)
- 《못난이의 눈동자를 사랑해 2019》(FOD)
- 《무용암 은거 수행 3》(BS 아사히)
- 《사기데카》(NHK)
- 《사도》(TV 도쿄)
- 《사토 지로와 사이토 타쿠미가 가고 싶지 않은 도시 No.1 나고야 드라마에 출연하는데있어서 여러 가지 생각해 보았다》(TV 도쿄)
- 《사랑의 나니와 밥》(TV 도쿄)
- 《사랑의 병과 야로구미》(BS 닛TV)
- 《사우나 맨~땀 또는 눈물 모르겠어요~》(아사히 방송)
- 《살색의 감독 무라니시》(넷플릭스)
- 《선장 바메이드~포장마차에서 최고의 한 잔을~》(BS TV 도쿄)
- 《성역 경시청 강행범계·히구치 아키라》(TV 도쿄)
- 《스컴》(TBS)
- 《시공탐정 오유우 오오에도 과학수사》(칸사이 TV)
- 《시효경찰·부활 스페셜》(TV 아사히)
- 《싸인 -법의학자 유즈키 타카시의 사건-》(TV 아사히)
- 《아버지와 내 "시베리아 억류"~ "얼어 손바닥"을 그리는 전쟁~》(NHK BS 프리미엄)
- 《아빠, 시작했습니다》(BS 닛폰 TV)
- 《아야카시 이야기 4》(TOKYO MX)
- 《아재's 러브 외전》(TV 아사히)
- 《아카리와 쓰레기》(아사히 방송)
- 《야누스의 거울》(FOD)
- 《영원의 닛파~홋카이도라고 명명한 남자 마츠우라 타카시로~》(NHK)
- 《울트라 갤럭시 파이트 뉴 제너레이션 히어로즈》(YouTube)
- 《위장불륜》(닛폰 TV)
- 《이것은 경비로 떨어지지 않습니다!》(NHK)
- 《이름없는 복수자 ZEGEN》(칸사이 TV)
- 《인연의 페달》(닛폰 TV)
- 《잘자요, 또한 상대방에》(TOKYO MX)
- 《정말로 있었던 무서운 이야기 20주년 스페셜》(후지 TV)
- 《좀 바 메이드》(TV 오사카)
- 《준이치》(칸사이 TV)
- 《치아 무서운 밤》(QAB)
- 《카프카의 도쿄 절망 일기》(마이니치 방송)
- 《커피 & 바닐라》(마이니치 방송)
- 《코나츠비요리》(칸사이 TV)
- 《투윅스》(칸사이 TV)
- 《포이즌 도터 홀리 마더》(WOWOW)
- 《푸른 하늘 다시》(아사히 방송)
- 《폭두 타나카》(WOWOW)
- 《폭소 개그왕》(TV 아사히)
- 《퓨어!~하루 아이돌 서장의 사건부~》(NHK)
- 《하카타 사투리의 여자아이는 귀엽다고 생각하지 않나요?》(후쿠오카 방송)
- 《형사 제로 스페셜》(TV 아사히)
- 《형초나나의 검》(NHK BS 프리미엄)
- 《흠뻑 젖은 탐정 미즈노 하고로모》(TV 도쿄)
- 《히나타의 사와짱, 파도를 타고!》(NHK BS 프리미엄)
- 《히무라 히데키의 추리 2019 스페셜 드라마 ~'ABC 킬러'편~》(닛폰 TV)
- 《히무라 히데키의 추리 2019 오리지널 스토리 ~사냥꾼의 악몽~》(Hulu)

## 4분기
- 《37 세컨즈》(NHK BS 프리미엄)
- 《4분간의 마리골드》(TBS)
- 《BLACKFOX: Age of the Ninja》(시대극 전문 채널)
- 《G선상의 당신과 나》(TBS)
- 《Re : 팔로워》(아사히 방송)
- 《SICK'S 큐노장~내각 정보 조사실 특무사항 전담계 사건부~》(Paravi)
- 《W의 비극》(NHK BS 프리미엄)
- 《검사·사가타~심판을 원하는~》(TV 아사히)
- 《검은 도마뱀-BLACK LIZARD-》(NHK)
- 《결코 흉내 마십시오.》(NHK)
- 《고독한 미식가 Season8》(TV 도쿄)
- 《고독한 미식가 2019 오미소카 스페셜~긴급 지령! 나리타~후쿠오카~부산 총알 출장편!》(TV 도쿄)
- 《그라그라 메종 도쿄 ~히라코 쇼헤이의 흔들리는 마음~》(Paravi)
- 《그라 메종 도쿄》(TBS)
- 《극단 스피어》(TOKYO MX)
- 《나비의 역학~살인분석반~》(WOWOW)
- 《내 이야기는 길어》(닛폰 TV)
- 《노기자카 시네마즈~STORY of 46~》(FOD)
- 《노란 벽돌~프랭크 로이드 라이트를 속인 남자~》(NHK BS 프리미엄)
- 《닛폰 느와르~형사 Y의 반란~》(닛폰 TV)
- 《레이와 원년판 괴담모란등롱》(NHK BS 프리미엄)
- 《리카》(토카이 TV)
- 《닥터-X~외과의·다이몬 미치코~》(TV 아사히)
- 《닥터 Y~외과의·카지 히데키~》(TV 아사히)
- 《동기의 사쿠라》(닛폰 TV)
- 《만약 기적이 일어난다면~이 군마의 한쪽 구석에서~》(타테바야시 케이블 TV)
- 《맛있는 급식》(TV 카나가와)
- 《망상 엘리베이터 2》(요미우리 TV)
- 《모르는 사람의 집(가제)~당신의 아이디어, 다음주 방송됩니다!~》(TV 도쿄)
- 《모토카레 매니아》(후지 TV)
- 《몸을 다해 요리첩 스페셜》(NHK)
- 《미스 사고조~천재 야마노 교수의 조사파일~》(NHK)
- 《밀리언 조》(TV 도쿄)
- 《모르는 사람의 집(가제)~너의 아이디어다음주 방송됩니다!~》(TV 도쿄)
- 《배덕의 야식 2》(토카이 TV)
- 《분리 가게~헤드 헌터의 방식~》(WOWOW)
- 《붉은 수염 2》(NHK BS 프리미엄)
- 《블랙 교칙》(닛폰 TV)
- 《사도 2019년말 SP-북쪽의 성지 정돈-》(TV 도쿄)
- 《사망 플래그가 났어요!》(칸사이 TV)
- 《사역소》(TV 도쿄)
- 《새내기 자매와 두 사람의 식탁》(TV 도쿄)
- 《셜록》(후지 TV)
- 《소년 토라지로》(NHK)
- 《수험 좀비》(후지 TV)
- 《스칼릿》(NHK)
- 《스트렌저~상하이의 아쿠타가와 류노스케~》(NHK)
- 《시효경찰 시작했습니다》(TV 아사히)
- 《신참 자매의 둘이서 밥》(TV 도쿄)
- 《아오자쿠라 방위 대학교 이야기》(마이니치 방송)
- 《아직 결혼 못하는 남자》(칸사이 TV)
- 《아재's 러브-in the sky-》(TV 아사히)
- 《악마의 변호인·미코시바 레이지~속죄의 소나타~》(토카이 TV)
- 《악의 파동 살인분석반 스핀오프》(WOWOW)
- 《악마의 공놀이 노래》(후지 TV)
- 《안기고 싶은 12명의 여자들》(TV 오사카)
- 《알로하 소믈리에》(후지 TV)
- 《에도마에의 순 season2》(BS TV 도쿄)
- 《왜곡 파문》(NHK BS 프리미엄)
- 《왼손잡이 엘렌》(마이니치 방송)
- 《우레로☆미개척 소녀》(TV 도쿄)
- 《유류 수사 스페셜》(TV 아사히)
- 《이노마타 스스무와 8명의 모조~나의 처음 받아주세요~》(칸사이 TV)
- 《이소노가의 사람들~ 20년후의 사자에상~》(후지 TV)
- 《이쿠타가의 아침 2019 가을》(닛폰 TV)
- 《작은 신들의 축제》(도호쿠 방송)
- 《잠깐 교토에 살고 보았다.》(TV 오사카)
- 《저기 선생님, 몰라?》(마이니치 방송)
- 《지옥의 여자친구》(FOD)
- 《집에 처음 가봤다》(마이니치 방송)
- 《체감 수도 직하지진 드라마 '패러렐 도쿄'》(NHK)
- 《최상의 명의 2019》(TV 도쿄)
- 《치트~사기꾼 여러분, 주의하세요~》(요미우리 TV)
- 《탐정이 너무 빨리 스페셜》(요미우리 TV)
- 《텐 아카기 시게루 장례식편》(Paravi)
- 《톱 리그》(WOWOW)
- 《특명수사 카쿠호의 여자 2》(TV 도쿄)
- 《특명 아줌마 검사! 하나무라 아야노 사건 파일 스페셜》(TV 도쿄)
- 《파트너 Season18》(TV 아사히)
- 《팔로우되면 끝》(AbemaTV)
- 《팔묘촌》(NHK BS 프리미엄)
- 《패닉 커머셜》(후지 TV)
- 《하루~종합상사의 여자~》(TV 도쿄)
- 《혼자 캠프에서 먹고 자다》(TV 도쿄)

## 참고 자료
- ja:2019年のテレビドラマ (日本)

## 같이 보기
- 일본의 텔레비전 드라마 목록
- 2010년대 일본의 텔레비전 드라마 목록